# 鳳山県 (満洲国)
鳳山県（ほうざん-けん）は満洲国に存在した県。

## 地理
現在の黒竜江省通河県北部に位置した。

## 歴史
清末まで猟師が散住する地であったが、中華民国が成立すると入植が進み1914年には鳳山稽墾局が設置された。1925年に稽墾局が廃止されたが、1927年に林場が設置されてから人口が増加し、1929年1月1日には鳳山設治局が設置されている。
満洲国が成立すると鳳山設治局は丁等県の鳳山県に改編され黒竜江省の管轄となり、1934年12月には三江省に移管された。」
1939年6月1日、鳳山県は廃止となり、通河県に編入されている。

### 設置
1934年12月、鳳山設治局が鳳山県に昇格する。

### 廃止
1939年6月、通河県に統合される。
| 前の行政区画 鳳山設治局 | 黒竜江省の歴史的地名 1934年 - 1939年 | 次の行政区画 通河県 |